# 施合德
施合德，元朝漳州长泰县（今福建省漳州市长泰区）人。
泰定二年（1325年），施合德的父亲施真祐曾经出去耕耘，被老虎扑倒在田里。施合德与从弟施发仔，手持斧子向前，杀死老虎，其父得以生还生。朝廷于是旌表其门。